# Österreichischer Badminton Verband
Die Österreichische Badminton Verband (ÖBV) ist die oberste nationale administrative Organisation in der Sportart Badminton in Österreich. Der Verband mit Sitz in Wien wurde im August 1957 als Österreichischer Federballverband gegründet. 1960 erfolgte die Umbenennung in Badmintonverband. Der Verband wird durch die österreichische Badmintonnationalmannschaft repräsentiert.

## Geschichte
Kurz nach seiner Gründung wurde der ÖBV im Dezember 1957 Mitglied in der Badminton World Federation, damals als International Badminton Federation bekannt. Der ÖBV wurde 1967 ebenfalls Gründungsmitglied im kontinentalen Dachverband Badminton Europe, zu der Zeit noch als European Badminton Union firmierend. 1958 starteten die nationalen Titelkämpfe und die Juniorentitelkämpfe, 1965 die internationalen Meisterschaften.

## Bedeutende Veranstaltungen, Turniere und Ligen
- Austrian International
- Österreichische Meisterschaft
- Mannschaftsmeisterschaft
- Juniorenmeisterschaft
- Euro Sega Challenge (1993 und 1994)
- Austrian Masters (1991 bis 1993)

## Bedeutende Persönlichkeiten
- Hans Schuster – Präsident 1957–1959[3]
- Hermann Nöhrer – Präsident 1959–1980
- Horst Kullnigg – Präsident 1980–1992
- Günther Flux – Präsident 1992–1995
- Hans Bogensperger – Präsident 1995–1997
- Robert Pfleger – Präsident 1997–2002
- Harald Starl – Präsident 2003- (2002 kommissarisch)
- Reinhard Hechenberger – Funktionär